# Siamo italiani

Siamo italiani est un film documentaire suisse d'Alexander J. Seiler, June Kovach et Georg Gnant, sorti en 1964. C'est le premier long-métrage issu de cette co-réalisation.

## Synopsis
Dès le début des années 1960, la Suisse connaît une importante expansion de l'immigration italienne en réponse à la forte demande de main d'œuvre. Au moment du tournage, plus de 500'000 italiens et italiennes ont émigré en Suisse. Beaucoup d'entre eux vivent dans la précarité et sont régulièrement confrontés à la xénophobie des Suisses.
Le documentaire donne un aperçu du quotidien particulier des travailleurs italiens. Par le biais des images et des différentes interviews diffusées en voix off, Siamo italiani expose la situation des immigrés italiens : conditions d'habitat, de travail, difficultés sociales et économiques et moments de distraction. La parole est aussi donnée aux Suisses qui expriment leur ressenti. Ils partagent notamment leurs opinions xénophobes à propos des italiens.

## Genèse de production
Au moment du tournage, l'intégration de la main d'œuvre issue de l'immigration est un sujet d'actualité qui fait polémique. Alexander J. Seiler, June Kovach et Georg Gnant souhaitent s'emparer du sujet sans alimenter les débats. Plutôt qu'une enquête socio-économique, les réalisateurs et réalisatrice proposent un regard qui place l'humain au centre du film.

## Tournage
Les réalisateurs et réalisatrice commencent par recueillir une soixantaine de témoignages par le biais d'entretiens dans la banlieue bâloise de Birseck, où la population italienne est particulièrement nombreuse.